# Hanns Bobermin
Johannes Karl Bernhard Bobermin, kallad Hanns Bobermin, född 1 oktober 1903 i Boxhagen, död i februari 1960 i Stuttgart, var en tysk promoverad nationalekonom och SS-Obersturmbannführer. Han var under andra världskriget chef för avdelning (Amt) W:II inom SS-Wirtschafts- und Verwaltungshauptamt, SS:s Ekonomi- och förvaltningsstyrelse.

## Biografi
Efter avlagd studentexamen studerade Bobermin rättsvetenskap, statsvetenskap och ekonomisk vetenskap vid universiteten i Berlin och Rostock. Han promoverades 1930 efter att ha lagt fram avhandlingen Die Rationalisierung des kaufmännischen Büros im industriellen Großbetriebe und ihre Wirkung auf die Angestellten. År 1933 blev han medlem i Nationalsocialistiska tyska arbetarepartiet (NSDAP) och Schutzstaffel (SS).
Efter andra världskrigets utbrott var Bobermin verksam vid Hauptamt Verwaltung und Wirtschaft och när SS-Wirtschafts- und Verwaltungshauptamt (SS-WVHA) bildades 1942 utnämndes han till chef för dess avdelning W:II, som ansvarade för byggnadsmaterial.
Efter andra världskriget ställdes Bobermin och sjutton andra misstänkta inför rätta vid WVHA-rättegången. Som chef för det byggnadsmaterial SS förfogade över ansågs Bobermin medskyldig till uppförandet av koncentrationsläger. I november 1947 dömdes han till tjugo års fängelse. Straffet omvandlades senare till femton års fängelse; han frisläpptes dock redan i februari 1951.